# 챔피언십 (인도네시아)
챔피언십(Championship)는 인도네시아의 프로 축구 2부 리그이다. 리가 슈퍼 인도네시아가 발족하기 전까지는 1부 리그였다. 보통 지리적 요인, 참가팀 수에 따라 여러 그룹으로 나누어 리그를 진행하고 있다.

## 역사
1994년에 인도네시아 축구 협회(PSSI)는 기존에 운영되고 있던 페르세리카탄과 갈라타마 두 리그를 통합해 리가 2의 전신인 디비시 우타마 리바 인도네시아(Divisi Utama Liga Indonesia)를 출범시켰다. PSSI 주관하에 인도네시아의 각 시, 구가 소유한 아마추어 클럽의 연합 리그인 페르세리카탄에 대한 열성적인 관심과 PSSI가 운영하였던 갈라타마의 리그 전문성을 결합해 클럽과 리그의 프로화를 통한 전체적인 인도네시아 축구 수준의 향상을 목표로 두었다.
2008년에 인도네시아 슈퍼 리그가 창설되기 전까지 인도네시아의 최상위 축구 리그였으며, 2017년 1월에 PSSI의 인도네시아 축구 리그 개편에 따라 리그 이름을 리가 2로 변경하였다. 현재 리가 1와 함께 완전한 프로 리그이다.

## 같이 보기
- 리가 1 (인도네시아)